# Rafael Arreaza
Rafael Eduardo Arreaza Soto (Caracas, Venezuela, 31 de octubre de 1989-Los Teques, Estado Miranda, 30 de noviembre de 2017) fue un militar venezolano. Rafael fue detenido el 30 de marzo de 2017, acusado de conspiración. La organización no gubernamental Foro Penal clasificó su detención como arbitraria. Falleció el 30 de noviembre después de recibir dos disparos durante un presunto intento de fuga mientras era trasladado.

## Biografía
Rafael Arreaza era miembro de la Guardia Nacional Bolivariana. El 30 de marzo de 2017 fue detenido, acusado de conspiración contra el Estado. La organización no gubernamental Foro Penal clasificó su detención como arbitraria.

## Muerte
El teniente falleció el 30 de noviembre de 2021 después de recibir dos disparos, resultando herido en el abdomen y una pierna, durante un presunto intento de fuga mientras era trasladado junto con otros siete compañeros de la cárcel de Ramo Verde, en Los Teques, a los tribunales militares en Fuerte Tiuna, en Caracas. Los reclusos Ronald Ojeda, Luis Berbesi Torres, José González Bolaños, Moreno Briceño Camacho, Josué Hidalgo Azuaje, Francisco Rodríguez Ojeda y Eliezer Vázquez Guillem Velázquez lograron fugarse.Por su parte, el teniente Luis Mogollón fue lanzado del vehículo por los custodios, sufriendo severas lesiones craneales.